# Queer Lion 2008
Il Queer Lion 2008, noto anche come Leone al cinema gay, è stata la seconda edizione del premio cinematografico assegnato al "Miglior Film con Tematiche Omosessuali & Queer Culture" tra quelli presenti alla Sessantacinquesima Mostra Internazionale d’Arte Cinematografica di Venezia. L'Awards è stato vinto dal film Un altro pianeta di Stefano Tummolini.

## Giuria del 2° Queer Lion
- Tinto Brass (presidente)
- Massimo Benvegnù
- Boyd van Hoeij
- Daniel N. Casagrande (coordinamento)

## Palmarès del 2° Queer Lion
- Un altro pianeta di Stefano Tummolini (Italia 2008, 82'): Queer Lion Award.

## Tutti i film LGBTQ
- G: tematica o interesse gay centrale.
- g: tematica o interesse gay parziale.
- L: tematica o interesse lesbica centrale.
- l: tematica o interesse lesbica parziale.
- T: tematica o interesse transgender centrale.
- t: tematica o interesse transgender parziale.
- Q: tematica o interesse queer centrale.
- q: tematica o interesse queer parziale.

### Venezia 65
- Nuit de chien di Werner Schroeter (Francia/Germania/Portogallo 2008, 110') - g
- Il seme della follia di Pappi Corsicato (Italia, 2008 85') - q
- The Wrestler di Darren Aronofsky (Usa 2008, 105') - l

### Fuori concorso
- Les Plages d’Agnès di Agnès Varda (Francia 2008, 110') - g
- Tutto è musica di Domenico Modugno (Italia 1963, 95') - g
- Orfeo 9 di Tito Schipa jr. (Italia 1975, 84') - q
- La rabbia di Pasolini. Ipotesi di ricostruzione della versione originale del film di Pier Paolo Pasolini e Giuseppe Bertolucci (Italia 1963 e 2008, 76') - g

### Orizzonti
- Jay di Francis Xavier Pasion (Filippine 2008, 96') - G
- Khastegi di Bahman Motamedian (Iran 2008, 76') - T
- Il primo giorno d’inverno di Mirko Locatelli (Italia 2008, 88') - G
- Below Sea Level di Gianfranco Rosi (Usa 2008, 105') - t
- Valentino: The Last Emperor di Matt Tyrnauer (Usa 2008, 96') - G

### Corto cortissimo
- The Butcher’s Shop di Philip Haas (Usa 2008, 7') - g

### 5. Giornate degli Autori
- Pescuit sportiv (Hooked) di Adrian Sitaru (Romania/Francia 2008, 80') - l
- Pokrajina Št. 2 (Landscape No.2) di Vinko Möderndorfer (Slovenia 2008, 90') - g
- Venkovský Ucitel (A Country Teacher) di Bohdan Sláma (Repubblica Ceca/Germania/Francia 2008, 113') - G
- Un altro pianeta di Stefano Tummolini (Italia 2008, 82') - G

### 23. Settimana Internazionale della Critica
- Lønsj (Cold Lunch) di Eva Sørhaug (Norvegia 2008, 85') - g

### Venice Market
- Antarctica di Yair Hochner (Israele 2008, 110') - G
- Ciao di Yen Tan (Usa 2008, 87') - G
- Esprit es-tu là? di Philippe Vallois (Francia 2008, 93') - G
- The Loast Coast di Gabriel Fleming (Usa 2008, 74') - G

### Questi fantasmi: cinema italiano ritrovato (1946 – 1975)
- Padre selvaggio di Pier Paolo Pasolini (Italia 1962, 8') - g
- Agostino di Mauro Bolognini (Italia 1962, 89') - G
- Parigi o cara di Vittorio Caprioli (Italia 1962, 106') - g
- Flashback di Raffaele Andreassi (Italia 1969, 106') - g
- I mostri di Dino Risi (Italia 1963, 118' e 30' episodi inediti) - g
- Una vita violenta di Paolo Heusch e Brunello Rondi (Italia 1962, 107') 106' - g

### Sigla
- L'arroseur arrosé di Ermanno Olmi (Italia 2008, 30'’) - g